# Дмитрієвська (Кавказький район)
Дмитрієвська — станиця в Кавказькому районі Краснодарського краю, Росія. Центр Дмитрієвського сільського округу.
Населення — 3522 осіб (2010).
Розташована на 30 км східніше міста Кропоткін на березі степової річки Калали (притока Єгорлика) біля межі зі Ставропольським краєм.
Село Дмитрієвське засновано в 1801 році (за іншими даними у 1798 році) землеробами-переселенцями із Воронезької губернії. Згідно з указом від 2 грудня 1832 року село було перетворено на станицю і перейшло до Кавказького лінійного Козацького війська.